# 宜進利
宜進利集團有限公司（除牌當時為0304.HK）-- 前香港交易所主板上市公司，創辦於1983年，由前香港商人周湛煌創立，主要業務生產製錶、零售等，1993年上市。也是曾為基金愛股之一。
2007年，宜進利收購本地上市公司先施表行。
公司由2008年8月18日起因發生財政問題暫停買賣，而引致負債和清盤，主要原因過度擴充。同年10月，周大福集團與臨時清盤人達成協議，收購宜進利收的零售及機械錶芯製造業務。

## 撤銷上市
最後本公司因未能向港交所提交復牌建議，而根據《香港聯合交易所有限公司證券上市規則》條例第17條，裁定本公司在2011年7月29日於上午9時30分撤銷上市。

## 外部連結
- 除牌通知（页面存档备份，存于）
- 宜進利未能覓白武士 明天除牌 明報（页面存档备份，存于）
- 噩夢始於40銀行逼債 名錶行宜進利閃電清盤 21世紀經濟報道（页面存档备份，存于）